# Pseudophryne coriacea
Pseudophryne coriacea és una espècie de granota que viu a Austràlia.